# Felice Ba Htoo
Felice Ba Htoo (* 27. April 1963 in Sonbalan) ist ein myanmarischer römisch-katholischer Geistlicher und Koadjutorbischof von Pekhon.

## Leben
Felice Ba Htoo erlangte zunächst an der Taunggyi University einen Bachelor of Arts im Fach Geographie. Später studierte er Philosophie und Katholische Theologie am Priesterseminar St. Joseph in Yangon. Am 4. April 1991 empfing er das Sakrament der Priesterweihe für das Bistum Taunggyi (später: Erzbistum Taunggyi).
Nach der Priesterweihe war Ba Htoo zunächst als Pfarrvikar in Hwarikhu (1991–1993) und in Mobye (1995–1997) tätig, bevor er Regens des Priesterseminars St. Theresa in Taunggyi wurde. Von 2000 bis 2005 leitete er das Priesterseminar St. Michael in Taunggyi. 2005 wurde er für weiterführende Studien nach Rom entsandt, wo er an der Päpstlichen Fakultät Teresianum ein Lizenziat erwarb und im Fach Spirituelle Theologie promoviert wurde. Nach der Rückkehr in seine Heimat im Jahr 2008 wurde Ba Htoo Regens des Priesterseminars Star of Evangelization in Pekhon. Danach wirkte er von 2011 bis 2019 als Spiritual am Priesterseminar St. Joseph in Yangon, an dem er auch lehrte. Am 15. Dezember 2005 wurde er in den Klerus des Bistums Pekhon inkardiniert. Nachdem Ba Htoo kurzzeitig als persönlicher Sekretär des Bischofs von Pekhon, Peter Hla, und als Gastprofessor am Priesterseminar in Loi-kaw fungiert hatte, wurde er 2022 Kanzler der Kurie des Bistums Pekhon, Pfarrer der Pfarrei Mother of God in Mobye und Direktor des diözesanen Missionswerks.
Am 25. März 2024 ernannte ihn Papst Franziskus zum Koadjutorbischof von Pekhon. Der Erzbischof von Taunggyi, Basilio Athai, spendete ihm am 29. Juni desselben Jahres vor der Kirche St. Mary in Pekhon die Bischofsweihe; Mitkonsekratoren waren der Bischof von Pekhon, Peter Hla, und der Bischof von Loikaw, Celso Ba Shwe.